# 博野県
博野県（はくや-けん）は中華人民共和国河北省保定市に位置する県。

## 歴史
前漢により設置された蠡吾県を前身とする。南北朝時代には北斉により廃止され管轄区域は博野県（現在の蠡県）に編入された。
明朝が成立すると1368年（洪武元年）に博野県が旧蠡吾県に遷されている。1958年に廃止となり安国県に編入されたが、1962年に再設置され現在に至る。

## 行政区画
- 鎮:博野鎮、小店鎮、程委鎮、東墟鎮、北楊鎮、城東鎮、南小王鎮